# Leptanthura flindersi
Leptanthura flindersi är en kräftdjursart som beskrevs av Gary C.B. Poore 1981. Leptanthura flindersi ingår i släktet Leptanthura och familjen Leptanthuridae. Inga underarter finns listade i Catalogue of Life.